# Takefu
Takefu (jap. 武生市 Takefu-shi) - byłe miasto w Japonii, w prefekturze Fukui.